# Liste von Tele-5-Sendungen
Die folgende Liste von Tele-5-Sendungen listet zahlreiche eigen- und fremdproduzierte Sendungen auf, die der Fernsehsender Tele 5 in der ersten Phase von 1988 bis 1992 oder der zweiten ab 2002 ausgestrahlt hat oder noch ausstrahlt. Nicht berücksichtigt wurden dabei Call-in- und Werbesendungen.

## Deutsche Formate

### Aktuell
Momentan werden folgende deutsche Sendungen ausgestrahlt:
| Titel                                           | Genre            | Sendeplatz                               | Jahre     | Moderation                                      | Anmerkung | Beleg |
| ----------------------------------------------- | ---------------- | ---------------------------------------- | --------- | ----------------------------------------------- | --- | ----- |
| Die schlechtesten Filme aller Zeiten (SchleFaZ) | Comedy           | freitags, gegen 22:00 Uhr                | seit 2013 | Oliver Kalkofe, Peter Rütten                    | Behandelt werden die schlechtesten Filme aller Zeiten, orientiert sich stark an Mystery Science Theater 3000 | [ 1 ] |
| Boomarama Late Night                            | Late Night-Show  | montags, 23:45 Uhr                       | seit 2015 | Aurel Mertz                                     | | [ 2 ] |
| Fat Chicken Club                                | Stand-Up, Comedy | montags, 22:15 Uhr                       | seit 2015 | Ingmar Stadelmann                               | | [ 3 ] |
| Playlist – Sound of my Life                     | Musik            | unterschiedliche Sendezeiten             |           | Paula Lambert                                   | | [ 4 ] |
| FSK Sex                                         | Erotik           | unterschiedliche Sendezeiten pro Staffel | seit 2017 | Vex Ashley (ehemals), Saralisa Volm (seit 2020) | Gezeigt werden Filme aus dem Erotikgenre, meistens die unzensierten Fassungen.                               | [ 5 ] |

### Ehemalig
In der Vergangenheit hat Tele 5 zahlreiche Eigenproduktionen ausgestrahlt. In der ersten Phase des Senders waren darunter noch einige Spiel- und Musikshows, in der zweiten Phase ab 2002 waren nur noch vereinzelt Magazine oder kleinere Shows zu sehen. Dies sind einige von ihnen:
| Titel                                    | Genre                        | Jahre               | Moderation                                                                                        | Anmerkung                                                                            | Beleg         |
| ---------------------------------------- | ---------------------------- | ------------------- | ------------------------------------------------------------------------------------------------- | ------------------------------------------------------------------------------------ | ------------- |
| Bim Bam Bino                             | Kinder                       | 1988–1992           | Gundis Zámbó                                                                                      | Fortsetzung auf kabel eins                                                           | [ 6 ]         |
| Big Brother                              | Reality-TV                   | 2003–2005           |                                                                                                   | lief nachts zusätzlich zur eigentlichen Ausstrahlung auf RTL II                      | [ 7 ]         |
| Bitte lächeln                            | Heimvideo-Show               | 1990–1992           | Mike Carl, Gundis Zámbó                                                                           |                                                                                      | [ 8 ]         |
| Eye TV – Der durchgeknallte Puppensender | Parodie, Comedy              | 2013                |                                                                                                   | Handpuppen-Comedy, bei der verschiedene Fernsehformate von Zyklopen parodiert werden | [ 9 ]         |
| Globe – Das Reisemagazin                 | Magazin                      | 2004–2005           | Kerstin Linnartz                                                                                  |                                                                                      | [ 10 ]        |
| Gottschalks Filmkolumne – Ich liebe Kino | Kinomagazin                  | 2007–2011           | Thomas Gottschalk                                                                                 |                                                                                      | [ 11 ]        |
| Hard 'n Heavy                            | Musikshow                    | 1988–1990           | Annette Hopfenmüller                                                                              |                                                                                      | [ 12 ]        |
| Hopp oder Top                            | Spielshow                    | 1990–1992           | Andreas Similia (1990–1991) Thomas Aigner (1991–1992)                                             | Fortsetzung im DSF                                                                   | [ 13 ]        |
| Nachtfalke                               | Comedy                       | 2003–2005           | Jochen Bendel                                                                                     | Alternativtitel: Big Brother bei Nachtfalke                                          | [ 14 ]        |
| Nichtgedanken                            | Comedy, Literaturmagazin     | 2013                | Oliver Kalkofe                                                                                    | Behandelt werden Biografien von Prominenten                                          | [ 15 ]        |
| Normal                                   | Magazin                      | 1989–1992           |                                                                                                   | Fortsetzung im DSF                                                                   | [ 16 ]        |
| Off Beat                                 | Musikshow                    | 1988–1990           | Christian "Che" Eckert später Susanne Reimann                                                     |                                                                                      | [ 17 ]        |
| Ring Frei!                               | Wrestling                    | 1989–1992           | Uli Fesseler, Carsten Schaefer, Joe Williams                                                      |                                                                                      | [ 18 ]        |
| Ruck Zuck                                | Spielshow                    | 1988–1992 2004–2005 | Werner Schulze-Erdel (1988–1991) Jochen Bendel (1991–1992, 2004–2005) Matthias Euler-Rolle (2005) | Fortsetzung auf RTL II                                                               | [ 19 ]        |
| Rüttens Bullshit Universum               | Comedy                       | 2012–2013           | Peter Rütten                                                                                      | Neusynchronisierungen von Filmen mit witzigem Text (Schnodderdeutsch)                | [ 20 ]        |
| Steven liebt Kino                        | Kinomagazin                  | 2011–2012           | Steven Gätjen                                                                                     | Fortsetzung auf Pro7                                                                 | [ 21 ] [ 22 ] |
| Stuckrad-Barre                           | Comedy, Talk                 | 2012–2013           | Benjamin von Stuckrad-Barre                                                                       | Fortsetzung der Sendung von ZDFneo; 2013 dann eingestellt                            | [ 23 ]        |
| Tanz House                               | Musikshow                    | 1988–1990           | Fred Kogel Antonia Langsdorf                                                                      | Alternativtitel: Pepsi Tanz House                                                    | [ 24 ]        |
| Traumpartner gesucht!                    | Datingshow                   | 2003                | Heiko Isgro                                                                                       |                                                                                      | [ 25 ]        |
| Ulmen.tv                                 | Comedy, Reality-TV           | 2012                | Christian Ulmen                                                                                   | Fortsetzung der Sendung von Comedy Central/MTV                                       | [ 26 ]        |
| Walulis sieht fern                       | Comedy                       | 2011                | Philipp Walulis                                                                                   | Fortsetzung auf EinsPlus                                                             | [ 27 ]        |
| Who wants to fuck my girlfriend?         | Comedy, Reality-TV, Gameshow | 2013                | Uwe Wöllner                                                                                       | Diverse Sonderausgaben unter ähnlichen Titeln                                        | [ 28 ]        |
| Der Klügere kippt nach                   | Late Night Talkshow          | 2015                | Wigald Boning, Hella von Sinnen, Hugo Egon Balder                                                 | Der etwas andere Live-Talk                                                           | [ 29 ]        |
| Frau Dingens will zum Fernsehen          | Comedy                       | 2014–2016           | Kirstin Warnke                                                                                    |                                                                                      | [ 30 ]        |
| Kalkofes Mattscheibe Rekalked            | Comedy                       | 2012–2021           | Oliver Kalkofe                                                                                    | Fortsetzung der Kult-Sendung von Pro7/Premiere                                       | [ 31 ]        |

## Ausländische Formate

### Aktuelle
Momentan (Stand: Mai 2013) strahlt Tele 5 hauptsächlich Science-Fiction- und Fantasy-Serien im Tagesprogramm sowie am Donnerstagabend aus. Dazu kommen Serien, die nachts zu sehen sind.
| Titel                                           | Genre               | Produktionsland | Sendeplatz                                                                                       | Jahre                                                                                          | Beleg  |
| ----------------------------------------------- | ------------------- | --------------- | ------------------------------------------------------------------------------------------------ | ---------------------------------------------------------------------------------------------- | ------ |
| Battlestar Galactica                            | Science-Fiction     | USA             | freitags, ca. 01:45 Uhr                                                                          | 2013                                                                                           | [ 32 ] |
| Beastmaster – Herr der Wildnis                  | Abenteuer           | USA             | montags bis donnerstags, 14:20 Uhr freitags, 14:00 Uhr sonntags, 17:05 Uhr                       | seit 2013                                                                                      | [ 33 ] |
| Black Lagoon                                    | Anime               | Japan           | montags, ca. 23:15 Uhr                                                                           | seit 2013                                                                                      | [ 34 ] |
| Die verlorene Welt                              | Abenteuer           | Kanada          | 2008–2012, 2013                                                                                  | montags bis donnerstags, 13:30 Uhr freitags, 13:55 Uhr samstags, 13:35 Uhr sonntags, 17:00 Uhr | [ 35 ] |
| Guilty Crown                                    | Anime               | Japan           | montags, 22:10 Uhr                                                                               | seit 2013                                                                                      | [ 36 ] |
| Hercules                                        | Fantasy             | USA             | sonntags, 18:00 Uhr montags, 15:15 Uhr                                                           | seit 2013                                                                                      | [ 37 ] |
| Men in Trees                                    | Komödie             | USA             | samstags, 17:30 Uhr                                                                              | seit 2013                                                                                      | [ 38 ] |
| Raumschiff Enterprise – Das nächste Jahrhundert | Science-Fiction     | USA             | montags bis freitags, 19.10 Uhr                                                                  | seit 2014                                                                                      | [ 39 ] |
| Relic Hunter – Die Schatzjägerin                | Abenteuer           | USA             | montags bis donnerstags, 14:20 Uhr freitags, 14:55 Uhr samstags, 15:30 Uhr                       | 2009, seit 2012                                                                                | [ 40 ] |
| Smallville                                      | Science-Fiction     | USA             | samstags, 18:30 Uhr                                                                              | seit 2009                                                                                      | [ 41 ] |
| Raumschiff Enterprise – Das nächste Jahrhundert | Science-Fiction     | USA             | montags bis donnerstags, 19:10 Uhr donnerstags, 20:15 Uhr freitags, 18:55 Uhr                    | seit 2013                                                                                      | [ 42 ] |
| Star Trek: Raumschiff Voyager                   | Science-Fiction     | USA             | montags bis donnerstags, 18:10 Uhr freitags, 17:55 Uhr                                           | seit 2012                                                                                      | [ 43 ] |
| Street Football                                 | Zeichentrick, Sport | Frankreich      | morgens, gegen 7:00 Uhr                                                                          | seit 2011                                                                                      | [ 44 ] |
| Xena – Die Kriegerprinzessin                    | Fantasy             | USA             | dienstags bis donnerstags, 16:10 Uhr freitags, 15:55 Uhr samstags, 14:35 Uhr sonntags, 18:55 Uhr | seit 2013                                                                                      | [ 45 ] |

### Ehemalige
Seit dem Sendestart hat sich Tele 5 an der Ausstrahlung etlicher ausländischer Fernsehserien probiert. In der ersten Phase des Senders sowie in der zweiten bis 2011 wurden zahlreiche Kinder- und Zeichentrickserien gezeigt. Dazu kommen Formate für Erwachsene, vornehmlich aus den USA und aus den Genres Action, Science-Fiction und Krimi. Dies sind einige von ihnen:
| Titel                                           | Genre                  | Produktionsland           | Jahre                    | Beleg           |
| ----------------------------------------------- | ---------------------- | ------------------------- | ------------------------ | --------------- |
| 21 Jump Street – Tatort Klassenzimmer           | Krimi                  | USA                       | 2002–2005                | [ 46 ]          |
| Die Abenteuer des Teddy Ruxpin                  | Zeichentrick           | USA                       | 1991                     | [ 47 ]          |
| Adolars phantastische Abenteuer                 | Zeichentrick           | Ungarn                    | 1988–1990                | [ 48 ]          |
| Akte X – Die unheimlichen Fälle des FBI         | Mystery                | USA                       | 2010–2012                | [ 49 ]          |
| ALF                                             | Science-Fiction-Sitcom | USA                       | 2009–2011                | [ 50 ]          |
| Alvin und die Chipmunks                         | Zeichentrick           | USA                       | 1988 1991                | [ 51 ]          |
| Gene Roddenberry’s Andromeda                    | Science-Fiction        | USA, Kanada               | 2010 2011–2012 2013      | [ 52 ]          |
| Auf eigene Faust                                | Krimi                  | Kanada Frankreich USA     | 1992 2002                | [ 53 ]          |
| Babylon 5                                       | Science-Fiction        | USA                       | 2005 2010–2011           | [ 54 ]          |
| Beast Legends                                   | Science-Fiction        | Kanada Großbritannien USA | 2011–2012                | [ 55 ]          |
| Big Easy – Straßen der Sünde                    | Krimi                  | USA                       | 2002 2004                | [ 56 ]          |
| Bravestarr                                      | Zeichentrick           | USA                       | 1989–1991                | [ 57 ]          |
| Chefarzt Dr. Westphall                          | Drama                  | USA                       | 2002–2005                | [ 58 ]          |
| Chuck, der schlaue Biber                        | Zeichentrick           | Japan                     | 1988–1991                | [ 59 ]          |
| Cobra                                           | Action                 | USA                       | 2002                     | [ 60 ]          |
| Cold Blood – DNA des Verbrechens                | Dokumentation          | USA                       | 2010–2011                | [ 61 ]          |
| Countdown X                                     | Abenteuer              | USA                       | 2002–2004 2009–2011      | [ 62 ]          |
| Crocodile Hunter                                | Dokumentation          | Australien                | 2011–2012                | [ 63 ]          |
| Crossing Jordan – Pathologin mit Profil         | Krimi                  | USA                       | 2010–2012                | [ 64 ]          |
| Digimon                                         | Anime                  | Japan                     | 2005–2006 2011 2017–2020 | [ 65 ]          |
| Dr. Quinn – Ärztin aus Leidenschaft             | Drama                  | USA                       | 2002–2007 2009           | [ 66 ]          |
| Fame – Der Weg zum Ruhm                         | Drama                  | USA                       | 2002–2005                | [ 67 ]          |
| Familie Robinson                                | Anime                  | Japan                     | 1991–1992                | [ 68 ]          |
| Flippers neue Abenteuer                         | Kinder                 | USA                       | 2002–2005 2009           | [ 69 ]          |
| Ghostbusters                                    | Zeichentrick           | USA                       | 1989                     | [ 70 ]          |
| Gil und Joe                                     | Zeichentrick           | Frankreich                | 1989                     | [ 71 ]          |
| Gundam Wing                                     | Anime                  | Japan                     | 2003–2004 2007           | [ 72 ]          |
| Highlander                                      | Fantasy                | Kanada Frankreich         | 2010–2011                | [ 73 ]          |
| Eine himmlische Familie                         | Drama                  | USA                       | 2012                     | [ 74 ]          |
| Immer Ärger mit Dave                            | Sitcom                 | USA                       | 2003                     | [ 75 ]          |
| Immortal – Der Unsterbliche                     | Science-Fiction        | Kanada                    | 2010                     | [ 76 ]          |
| Die kleinen Strolche                            | Zeichentrick           | USA                       | 1988 1990                | [ 77 ]          |
| Die Königin der tausend Jahre                   | Anime                  | Japan                     | 1991                     | [ 78 ]          |
| Lou Grant                                       | Drama                  | USA                       | 1991–1992 2002–2004      | [ 79 ]          |
| Mein kleines Pony                               | Zeichentrick           | USA                       | 1988                     | [ 80 ]          |
| Mission Erde – Sie sind unter uns               | Science-Fiction        | USA                       | 2007–2011                | [ 81 ]          |
| Mit Schirm, Charme und Melone                   | Action                 | USA                       | 1991–1992                | [ 82 ]          |
| Morena Clara                                    | Telenovela             | Venezuela                 | 2002                     | [ 83 ]          |
| Nachtstreife                                    | Krimi                  | Kanada                    | 1989–1992 2002 2004      | [ 84 ]          |
| Nick Knight – Der Vampircop                     | Horror                 | Kanada                    | 2002–2005 2012–2013      | [ 85 ]          |
| Nip/Tuck – Schönheit hat ihren Preis            | Dramedy                | USA                       | 2009–2010                | [ 86 ]          |
| Odysseus 31                                     | Anime                  | Japan, Frankreich         | 1990, 1992               | [ 87 ]          |
| One Piece                                       | Anime                  | Japan                     | 2006–2011                | [ 88 ]          |
| Painkiller Jane                                 | Action                 | USA                       | 2009                     | [ 89 ]          |
| PSI Factor – Es geschieht jeden Tag             | Mystery                | Kanada                    | 2002–2005 2009–2010      | [ 90 ]          |
| Q.E.D.                                          | Drama                  | USA                       | 1988                     | [ 91 ]          |
| Rache nach Plan                                 | Krimi                  | USA                       | 2002–2004                | [ 92 ]          |
| Die Raccoons                                    | Zeichentrick           | Kanada                    | 1990                     | [ 93 ]          |
| Reich und Schön                                 | Seifenoper             | USA                       | 1988–1990 2002 2012–2016 | [ 94 ]          |
| Saber Rider und die Starsheriffs                | Anime Zeichentrick     | Japan USA                 | 1988–1992                | [ 95 ]          |
| Sailor Moon                                     | Anime                  | Japan                     | 2003                     | [ 96 ]          |
| Die Schlümpfe                                   | Zeichentrick           | USA                       | 1989–1992                | [ 97 ]          |
| She-Ra – Prinzessin der Macht                   | Zeichentrick           | USA                       | 1989 1992 2002–2004      | [ 98 ]          |
| Six Feet Under – Gestorben wird immer           | Dramedy                | USA                       | 2012                     | [ 99 ]          |
| Stargate – Kommando SG-1                        | Science-Fiction        | USA                       | 2005–2013                | [ 100 ]         |
| Stargate Atlantis                               | Science-Fiction        | USA                       | 2011–2012                | [ 101 ]         |
| Starhunter                                      | Science-Fiction        | Kanada                    | 2011–2013                | [ 102 ]         |
| Raumschiff Enterprise – Das nächste Jahrhundert | Science-Fiction        | USA                       | 2011–2013                | [ 103 ]         |
| Star Trek: Deep Space Nine                      | Science-Fiction        | USA                       | 2012–2013                | [ 104 ]         |
| Superman – Die Abenteuer von Lois & Clark       | Fantasy                | USA                       | 2009–2010                | [ 105 ]         |
| Texas                                           | Seifenoper             | USA                       | 1991                     | [ 106 ]         |
| Throb                                           | Sitcom                 | USA                       | 1988–1991                | [ 107 ]         |
| Walker, Texas Ranger                            | Action                 | USA                       | 2009–2012                | [ 108 ]         |
| Without a Trace – Spurlos verschwunden          | Krimi                  | USA                       | 2008–2011                | [ 109 ]         |
| WWE SmackDown!                                  | Wrestling              | USA                       | 1989–1992 2003–2007      | [ 110 ]         |
| WWE RAW                                         | Wrestling              | USA                       | 2014–2017                | [ 111 ] [ 112 ] |
| Yu-Gi-Oh!                                       | Anime                  | Japan                     | 2007–2011                | [ 113 ]         |

## Spielfilme

### Spielfilmklassiker
Jedes Jahr zeigt Tele 5 diverse Klassiker älterer Jahrgänge, vor allem aus den Bereichen Action, Thriller, Historienfilm und Drama. Dies sind einige von ihnen:
| Titel                             | Genre                  | Produktionsland       | Hauptdarsteller               | Produktionsjahr | Beleg   |
| --------------------------------- | ---------------------- | --------------------- | ----------------------------- | --------------- | ------- |
| Auf der Flucht                    | Action Thriller        | USA                   | Harrison Ford Tommy Lee Jones | 1993            | [ 114 ] |
| Gandhi                            | Biografisches Drama    | Großbritannien Indien | Ben Kingsley                  | 1982            | [ 115 ] |
| Friedhof der Kuscheltiere         | Horror                 | USA                   | Dale Midkiff                  | 1989            | [ 116 ] |
| Johanna von Orléans               | Historienfilm          | Frankreich            | Milla Jovovich                | 1999            | =       |
| Rain Man                          | Drama                  | USA                   | Dustin Hoffman                | 1988            | =       |
| Rambo                             | Action                 | USA                   | Sylvester Stallone            | 1982            | [ 117 ] |
| Terminator                        | Science-Fiction Action | USA Großbritannien    | Arnold Schwarzenegger         | 1984            | [ 118 ] |
| Die Todeskralle schlägt wieder zu | Action                 | Hongkong              | Bruce Lee                     | 1972            | [ 119 ] |

### Filme mit Fernsehpremiere bei Tele 5
Seltener werden auch Free-TV-Premieren von unbekannteren Filmen gezeigt. Zu sehen sind vor allem US-amerikanische Direct-to-Video- und Fernseh-Produktionen, insbesondere Horrortrash-Auftragsproduktionen von Syfy. Zudem laufen einige ältere Martial-Arts-Filme zum ersten Mal im deutschen Fernsehen. Dies sind einige von ihnen:
| Datum      | Titel                                                 | Genre         | Produktionsland | Hauptdarsteller        | Produktionsjahr | Beleg   |
| ---------- | ----------------------------------------------------- | ------------- | --------------- | ---------------------- | --------------- | ------- |
| 05.01.2008 | Boudu                                                 | Komödie       | Frankreich      | Gérard Depardieu       | 2005            | [ 120 ] |
| 27.09.2008 | Corpse Bride – Hochzeit mit einer Leiche              | Trickfilm     | USA             |                        | 2005            | [ 121 ] |
| 02.07.2011 | Infestation – Nur ein toter Käfer ist ein guter Käfer | Horror        | USA             | Chris Marquette        | 2009            | [ 122 ] |
| 13.07.2011 | An American Crime                                     | Thriller      | USA             | Elliot Page            | 2007            | =       |
| 30.08.2011 | Anamorph – Die Kunst zu töten                         | Thriller      | USA             | Willem Dafoe           | 2007            | =       |
| 11.10.2011 | Verbraten und Verkauft                                | Komödie       | USA             | Kevin James Ray Romano | 2006            | [ 123 ] |
| 14.02.2012 | Night Train                                           | Thriller      | USA             | Danny Glover           | 2009            | [ 124 ] |
| 16.05.2012 | Meet Bill                                             | Komödie       | USA             | Aaron Eckhart          | 2007            | [ 125 ] |
| 21.05.2012 | Todesduell der Shaolin                                | Action        | Hongkong        | Norman Chu             | 1983            | =       |
| 28.05.2012 | Der Soldat des Zaren                                  | Historienfilm | Russland        | Oleg Formin            | 2008            | =       |
| 28.11.2012 | Grimm’s Snow White                                    | Fantasytrash  | USA             | Rachel L. Goldenberg   | 2012            | =       |
| 18.12.2012 | Magic Silver – Das Geheimnis des magischen Silbers    | Fantasy       | Norwegen        | Ane Viola Semb         | 2009            | [ 126 ] |